# Jan Gerrit Jordens
Jan Gerrit Jordens (Wageningen, 5 januari 1883 – Groningen, 12 mei 1962) was een Nederlandse beeldend kunstenaar en lid van de Groninger Kunstkring De Ploeg.

## Jeugd en opleiding
De ouders van Jordens hadden in Wageningen een kruidenierszaak. In zijn jeugd kreeg hij tekenlessen van zijn oom. Na de middelbareschoolopleiding vertrok Jordens op zeventienjarige leeftijd naar Den Haag. Hij wilde lithograaf worden en ging werken bij de Lithografisch Inrichting Lankhout. In de avonduren studeerde hij voor de akte M.O. tekenen aan de Haagse academie. In 1906 ging hij naar de Rijksnormaalschool voor Teekenonderwijzers in Amsterdam en in 1907 volgde zijn aanstelling als tekenleraar aan de Rijks HBS in Warffum. In Amsterdam had hij Henriëtte Barbara Luchsinger leren kennen. Hij huwde haar in 1908.

## Begin carrière en tekenonderwijs
In 1915 werd hij lid van het schildergenootschap St. Lucas In Amsterdam. In december van dat jaar was hij voor het eerst met werk vertegenwoordigd op een tentoonstelling van Kunstenaarsvereniging Sint Lucas, waar verder ook werk van onder andere Jan Sluijters, Herman Kruyder, Arnout Colnot en Dirk Filarski te zien was. Het vroege werk van Jordens laat invloeden van de schilders van de Bergense School zien. Tot de zomer van 1917 zond Jordens regelmatig werk in voor exposities georganiseerd door Sint Lucas.
In 1916 aanvaardde Jordens een aanstelling als tekenleraar aan de Rijks-HBS in Groningen. Het gezin verhuisde naar Groningen. Jordens schreef zich ook in als leerling aan de Academie Minerva waar hij de lessen volgde van Dirk de Vries Lam en Franciscus Hermanus Bach. Laatstgenoemde stimuleerde het schilderen 'en plein air' en het maken van snelle schetsen. Bachs unieke persoonlijkheid was van grote betekenis voor veel latere Ploegleden, waaronder Jordens.
Als tekenleraar was Jordens een voorstander van de vrij beeldende expressiebeweging. In 1918 had hij zijn baan aan de Rijks HBS opgegeven voor een aanstelling als tekenleraar aan de nieuw opgerichte Gemeentelijke HBS in Groningen. Hij zou hier tot zijn pensioen in 1948 blijven werken. Hij kreeg hier de vrije hand het kindgerichte werken met een veelheid van materialen en technieken te introduceren. Hij liet zich daarbij leiden door de baanbrekende vernieuwingen van de Oostenrijkers Franz Cizek en Richard Rothe. In zijn lessen stond de vrije expressie centraal.
In de periode 1925-1930 publiceerde Jordens met behulp van Hendrik Werkman een drietal bundels met linoleumsneden van leerlingen. In kringen van aanhangers van meer klassieke tekenmethoden werd hierop kritisch gereageerd. Eerst na zijn dood in 1962 kreeg Jordens erkenning voor zijn vernieuwend werk.

## De Ploeg
In 1918 werd de Groninger Kunstkring De Ploeg opgericht en nog datzelfde jaar trad Jordens toe tot de vereniging. In november 1918 maakte hij deel uit van het bestuur. Jordens blijft, met enkele onderbrekingen, tot 1950 lid van De Ploeg. Hij werkte in de beginjaren van De Ploeg veel samen met Jan Wiegers. Wiegers was in 1921 uit Davos teruggekeerd, waar hij Ernst Ludwig Kirchner had leren kennen. Wiegers had met Kirchner veel etsen gemaakt en hij stimuleerde ook Jordens deze techniek verder te ontwikkelen. In 1921 maakten ze samen een aantal etsen met identieke onderwerpen. Met Wiegers leidde Jordens de redactie van het in 1921 opgerichte Blad voor de Kunst. Jordens leverde voor de verschillende afleveringen houtsneden en etsen in een expressionistische stijl. Ook werkte hij actief mee aan het in 1924 opgerichte Ploegorgaan Het Kouter.
Jordens was niet alleen lid van De Ploeg. In de periode 1921-1925 was hij lid van De Onafhankelijkheden, waardoor hij in contact kon blijven met kunstenaars buiten de Groningse avant-garde. Hij schilderde in de jaren twintig talloze portretten, waarin de invloed van het Duitse expressionisme goed zichtbaar is.
In de periode 1930-1940 experimenteerde Jordens met verschillende stijlen. Kubistisch getint werk werd afgewisseld met meer naturalistische schilderijen. Na de Tweede Wereldoorlog bleef hij doorgaan met experimenteren met allerlei materialen en technieken (collages, sjabloondruksels, aquarellen). Heel bijzonder zijn de series aquarellen die op Schiermonnikoog tot stand kwamen. Stilistisch vertonen ze verwantschap met de werkwijze van Jackson Pollock.

## Het Narrenschip en overlijden
In 1950 richtte Jordens met anderen, uit onvrede met de gang van zaken binnen De Ploeg, de kunstenaarsvereniging Het Narrenschip op. In 1951 verbrak hij definitief de banden met De Ploeg.
In 1956 kreeg Jordens de Culturele prijs van de provincie Groningen. In 1958 organiseerde W. Jos de Gruyter voor Jordens en Jan van der Zee jubileumtentoonstellingen. Hij typeerde Jordens bij die gelegenheid als "een schilderende musicus, die steeds weer improvisaties speelt".
Jordens overleed in 1962.
- Bibliothèque nationale de France: cb15594658h (data)
- Biografisch Portaal: 82097998
- Gemeinsame Normdatei: 119333767
- International Standard Name Identifier: 0000 0000 8139 737X
- Library of Congress Control Number: n96109069
- Nederlandse Thesaurus van Auteursnamen: 12501354X
- RKD-Nederlands Instituut voor Kunstgeschiedenis: 42898
- Système universitaire de documentation: 108921948
- Union List of Artist Names: 500148822
- Virtual International Authority File: 59892043
- WorldCat: E39PBJqw8CgPYkMJFWRymt3CwC